# Hynek Chudárek
Hynek Chudárek (* 16. června 1961 Rožmitál pod Třemšínem) je český mediální manažer, mezi lety 2012 a 2025 výkonný ředitel obchodu České televize, od července 2025 její generální ředitel. Před svým nástupem do ČT působil jako výkonný ředitel hudební televize Óčko, na jejímž vzniku se v roce 2002 podílel.

## Vzdělání a rodina
Narodil se 16. června 1961 do rodiny učitelů. Rodina žila v Rožmitále pod Třemšínem, kde byl otec Hynek Chudárek st. ředitelem a učitelem na ZDŠ J. J. Ryby. Matka pracovala jako učitelka v mateřské školce.
Po roce 1968 se oba rodiče veřejně vymezili vůči invazi vojsk Varšavské smlouvy do Československa, kvůli čemuž museli v období po roce 1970 opustit své dosavadní zaměstnání. Chudárkův otec se následně živil jako dělník na pile, zatímco on sám nemohl navzdory svému zájmu o média nastoupit na studium žurnalistiky ani podobného oboru. Nakonec byl i za těchto nepříznivých politických okolností přijat na Vysokou školu chemicko-technologickou, kde roku 1986 obhájil diplomovou práci v oboru Chemie a technologie sacharidů.
K srpnu 2008 byl ženatý a měl dvacetiletého syna a sedmnáctiletou dceru.

## Kariéra

### Výroba CD a TV Óčko
Po roce 1989 Chudárek spoluzaložil společnost[ujasnit] zabývající se výrobou CD a později též DVD nosičů. Podle Chudárkových slov byla tato firma první společností ve východní Evropě vyrábějící mj. i nenahrané nosiče těchto typů.
V roce 2002 byl Chudárek přítomen u vzniku projektu hudební televize Óčko (zpočátku vysílající pod názvem Stanice O), ve kterém působil jako výkonný ředitel a člen představenstva. Ve snaze o stabilizaci ekonomické situace malé začínající televize se snažil vyjednat vstup nového investora: s touto nabídkou oslovil např. Karla Svobodu nebo Michaela Kocába, nakonec se ale dohodl s firmou Northern Star, která s Chudárkem spolupracovala již na jeho podnikání s CD nosiči. V dubnu 2005 většinový podíl v televizi koupila mediální skupina MAFRA, Chudárek nadále zůstal minoritním akcionářem. Ve svých dosavadních funkcích v managementu působil na Óčku i pod novým vlastníkem až do roku 2011.
Z pozice výkonného ředitele Chudárek v roce 2008 hájil vysílání hudby Daniela Landy na Óčku. Navzdory tomu, že média občas Landu spojují s krajní pravicí, má podle Chudárka v české společnosti takový komerční ohlas, že ho hudební televize typu Óčka nemůže ignorovat. Sám Chudárek tehdy označil Landu za svého oblíbeného českého hudebníka.

### Manažer ČT
V letech 2009 a 2011 neúspěšně kandidoval proti Jiřímu Janečkovi a Petru Dvořákovi na post generálního ředitele České televize. (Jeden z Janečkových předchůdců, Jiří Balvín, byl v pozici generálního ředitele Óčka Chudárkovým blízkým spolupracovníkem.) Následně na začátku listopadu 2012 se Chudárek stal obchodním ředitelem v managementu Petra Dvořáka. Předtím se ve stejném roce ucházel o funkci programového ředitele Českého rozhlasu a člena Rady ČTK.
Za Chudárkova působení Česká televize přestala spolupracovat na prodeji reklamního času se společností Media Master (jednou z firem spojených s mediálním podnikatelem Jaromírem Soukupem) a začala prodávat reklamu přímo prostřednictvím Chudárkem vedeného obchodního oddělení.
Kromě prodeje reklamy (včetně sponzoringu a product placementu) pod toto oddělení spadá rovněž prodej vysílacích práv v rámci domácího a zahraničního trhu a činnost Edice ČT, ve které jsou vydávány tituly související s pořady veřejnoprávní televize. Na stejné pozici Chudárek zůstal i v managementu Dvořákova nástupce Jana Součka zvoleného v roce 2023.
V dubnu 2025 Česká televize odvysílala speciální díl pořadu Sama doma, který vznikl v rámci placené spolupráce s klinikou reprodukční medicíny Reprofit spadající do skupiny Agrofert. Využití product placementu bylo v pořadu avizováno na začátku i na konci jeho vysílání, generální ředitel Souček i přesto ale kvůli podezření na porušení pravidel obchodní spolupráce (např. jedna z moderátorek pořadu, se kterou následně ČT ukončila spolupráci, kliniku dlouhodobě propagovala prostřednictvím sociálních sítí) nařídil audit Chudárkem vedeného obchodního oddělení, které spolupráci domlouvalo. Chudárek v reakci na kritiku od člena Rady ČT Vlastimila Ježka prohlásil, že za odvysílaný pořad jako celek necítí osobní odpovědnost, protože jeho oddělení podle něj pouze domlouvalo odvysílání konkrétních obchodních sdělení v rámci pořadu.

### Generální ředitel ČT
Po odvolání Součka v květnu 2025 se rozhodl opět kandidovat na uvolněné místo generálního ředitele celé ČT. V prvním kole volby Chudárek jako jediný z uchazečů získal hlasy všech 17 účastnících se radních, čímž společně s dalšími čtyřmi kandidáty postoupil do následujícího kola. Do závěrečné části volby postoupil Chudárek spolu se svým dlouholetým kolegou z managementu ČT, programovým ředitelem Milanem Fridrichem.
Dne 25. června 2025 byl v šestém kole volby a po odstoupení Fridricha zvolen generálním ředitelem České televize, do funkce nastoupil 1. července téhož roku. Do svých kandidátských projektů z let 2011 i 2025 zařadil obdobné plány na výraznou personální redukci nejvyššího vedení ČT na 9 osob. Tento stupeň vedení v roce 2011 tvořilo 17 manažerů a o 14 let později již 19 manažerů.